# جون فيرنون (واثب عالي)
جون فيرنون (بالإنجليزية: John Vernon) هو واثب عالي أسترالي، ولد في 3 سبتمبر 1929.

## وصلات خارجية
- جون فيرنون على موقع النتائج التاريخية لألعاب القوى الأسترالية (الإنجليزية)
- جون فيرنون على موقع أوليمبيديا (الإنجليزية)
- جون فيرنون على موقع اللجنة الأولمبية الأسترالية (الإنجليزية)